# Lövjeri
Lövjeri, kallades användandet av materiella substanser, såsom olika örter, för att bota sjukdomar. Även magiska läsningar, trolldom, kom att kallas lövjeri, något som ansågs vara ett brott på 1600-talet. En kvinna som utövade trolldom kallades lövjerska.